# Homme de Tianyuan
L'Homme de Tianyuan est le nom donné aux restes fossiles d'Homme moderne trouvés dans la grotte de Tianyuan, près de Pékin, en Chine. Ils sont constitués de 34 fragments d'os, tous issus d'un même individu, datés entre 42 000 et 39 000 ans avant le présent. Il s'agit du plus ancien Homme moderne connu en Chine, et de l'un des plus anciens connus en Asie de l'Est.

## Historique
En 2007, des chercheurs trouvent 34 fragments d'os humains dans la grotte de Tianyuan, au sud-ouest de Pékin. Ces fragments appartiennent tous au même individu de sexe masculin, âgé de 40 à 50 ans à son décès d'après l'analyse de ses dents.

## Contexte
Après être sorti d'Afrique il y a environ 55 000 ans, l'Homme moderne se serait d'abord diffusé rapidement le long de la zone tropicale jusqu'à atteindre l'Australie, avant d'investir un peu plus tard les régions plus septentrionales d'Asie. On trouve ainsi l'Homme d'Ust-Ishim en Sibérie occidentale il y a environ 45 000 ans, puis l'Homme de Tianyuan 5 000 ans plus tard dans le Nord-Est de la Chine.

## Mode de vie
L'analyse isotopique des ossements suggère qu'une partie substantielle du régime alimentaire de l'Homme de Tianyuan provenait de poissons d'eau douce.

## Génétique
Une équipe de recherche dirigée par Fu Qiaomei (Académie chinoise des sciences) et Svante Pääbo (Institut Max-Planck d'anthropologie évolutionniste de Leipzig) a séquencé le génome de Tianyuan en 2012, à la fois l'ADN mitochondrial et l'ADN nucléaire, à partir du fémur gauche (VSN TY 1301) et du tibia droit (TY 1305). Les résultats du séquençage ont montré que les ossements étaient ceux d'un Homme moderne de la branche asiatique, distincte de la branche européenne.
Une étude génétique publiée en 2021 attribue l'Homme de Tianyuan (environ 40 000 ans AP), ainsi que deux autres vestiges fossiles trouvés en Mongolie (calotte crânienne de Salkhit, 34 000 ans AP) et dans la région du fleuve Amour, en Sibérie (environ 33 000 ans AP), à une ancienne population d'hommes modernes qui n'aurait pas laissé de descendance dans la population actuelle d'Asie du Nord-Est. On a en revanche trouvé dans la même région des squelettes plus récents, datés à partir de 19 000 ans AP, apparentés par leur ADN aux Asiatiques du Nord-Est actuels, ainsi qu'aux Amérindiens d'Amérique. Ce groupe récent aurait ainsi remplacé au cours du Paléolithique supérieur les premiers hommes modernes arrivés en Asie du Nord-Est.
L'Homme de Tianyuan semble partager certains allèles avec les actuelles tribus amérindiennes Suruí, Karitiana et Xavánte du Brésil, chez qui on a trouvé en 2015 des gènes qui seraient d'origine australasienne, ce qui suggère que la population représentée par l'Homme de Tianyuan aurait pu passer en Amérique avant les ancêtres Paléoindiens des actuels Amérindiens et constituer le peuplement ancestral des Amériques connu sous le nom de Paléoaméricains.